# Stimulans
Stimulans, također psihostimulator odnosno psihostimulans je kemijska tvar, koja potiče funkcioniranje središnjeg živčanog sustava: „podiže“ raspoloženje, povećava osjećaj ugode (ima mehanizam snažnog nagrađivanja u mozgu), održava stanje budnosti i proizvodi euforiju. Stimulativna sredstva iz ove skupine su kokain, amfetamini, metamfetamini, metilfenidat, nikotini efedrin i sl. Razlikuje se od pojma uzbuđujućeg sredstva.
Povećavaju aktivnost središnjeg živčanog sustava, pojačavaju psihičku aktivnost, uklanjaju osjećaj umora te poboljšavaju raspoloženje i koncentraciju. Koriste se kao lijek, a često i rekreativno radi užitka.
Dugotrajna i nekontrolirana upotreba stimulansa može izazvati psihičku ovisnost.

## Predstavnici
- Amfetamini
- Metilfenidat
- Efedrin
- Kokain
- Kofein
- Nikotin

## Mehanizmi djelovanja
Stimulansi imaju različite mehanizme djelovanja, ali općenito djeluju tako da (izravno ili neizravno) pojačavaju neurotransmisiju monoamina, poglavito dopamina i noradrenalina.

Neki mogu djelovati i na acetilkolin, što doprinosi stimulativnom učinku (kofein, nikotin). Nikotin također produljuje trajanje pozitivnog učinka dopamina te povećava osjetljivost centra za nagradu u mozgu.

## Poveznice
- Psihofarmaci